# Гомельская епархия
Го́мельская епа́рхия (бел. Го́мельская епа́рхія) — епархия Белорусской православной церкви, одна из двух православных епархий в Гомельской области. Объединяет благочиннические округа и монастыри в восточной части Гомельщины (Гомельское Посожье, нижнее течение Березины и прилегающая часть Поднепровья). Насчитывает (2018): 149 приходов; 181 священнослужителя.

## Благочиннические округа
По состоянию на октябрь 2022 года:
- Гомельский городской
- Гомельский районный
- Буда-Кошелевский
- Добрушский
- Жлобинский
- Лоевский
- Речицкий
- Рогачёвский
- Светлогорский
- Чечерский

## Монастыри
- Гомельский во имя свт. Николая Чудотворца мужской монастырь
- Гомельский Свято-Тихвинский женский монастырь
- Иоанно-Кормянский женский монастырь
- Казимировский Свято-Успенский женский монастырь

## История

### X—XIII века

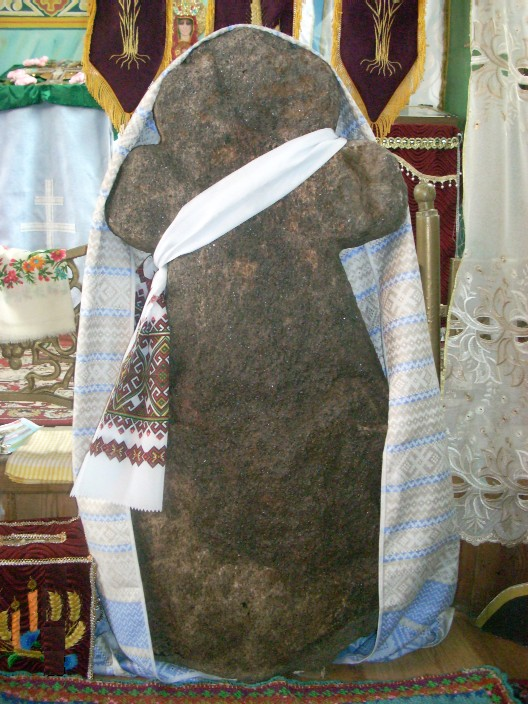
Здудичский каменный крест, г. п. Паричи. Светлогорское благочиние

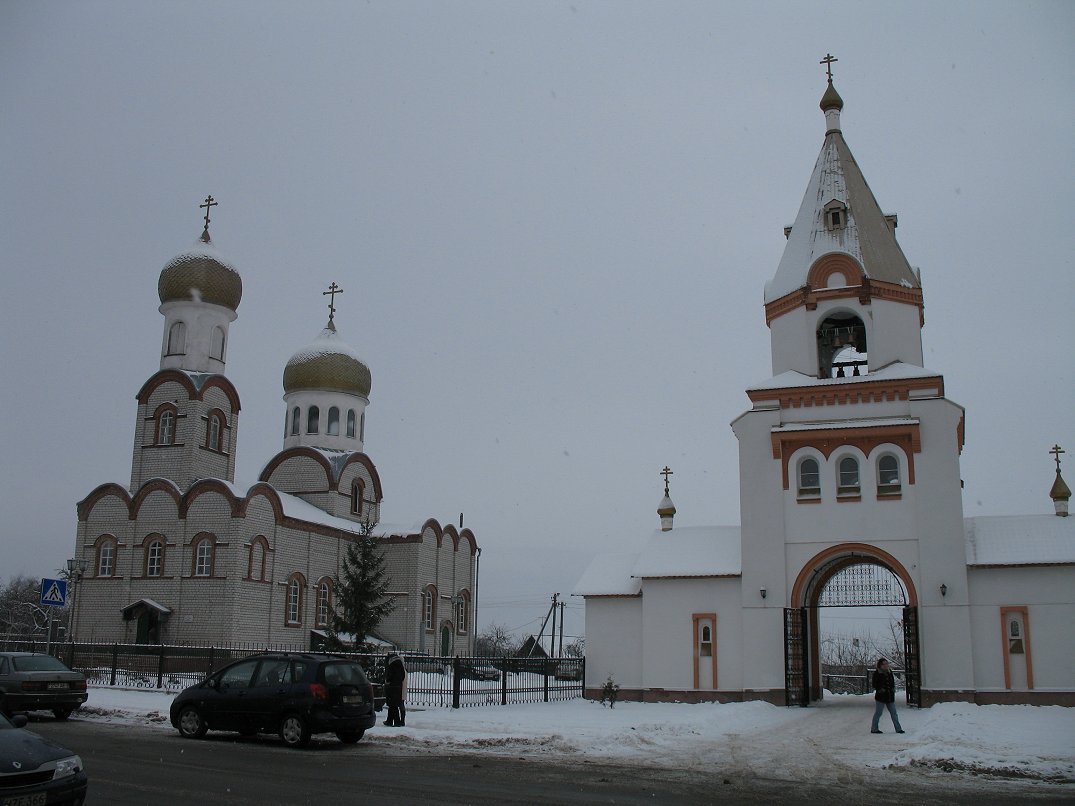
Кафедральный Собор Святой Живоначальной Троицы, г. Жлобин

C 885 года земли Посожья относились к Великому Киевскому княжеству. Нижняя Березина и соседнее Поднепровье были частью Туровского княжества, упоминаемого с 980 года. Распространение христианства в этих княжествах связано непосредственно с крещением Руси в 988 году. Первые же сведения о христианах на землях современной Гомельской и Жлобинской епархии относятся к XI веку. Это подтверждают и археологические находки, относящиеся ко времени крещения Руси (напр., Здудичский каменный крест).
В 1054 году из Киевского государства выделилось Черниговское княжество, одним из крупных городов которого являлся Гомель. Церкви и монастыри Гомеля (известен с 1142 года), Чечерска (1159) и Речицы (1213) входили в состав Черниговской епархии, которая была основана в 991 году. Земли Нижней Березины и Поднепровья у г. Рогачёв (1142), входившие в Туровское княжество, относились к Туровской епархии, известной с 1005 года. Территория по Днепру выше Рогачёва, расположенная ныне в Гомельской области, входила в Смоленское княжество (выделившееся около 988 года). Смоленская земля находилась в Переяслав-Хмельницкой епархии, а в 1137 году была основана Смоленская епархия. Епархии подчинялись Киевскому митрополиту.

### Храмы Гомеля в XIV—XVIII веках

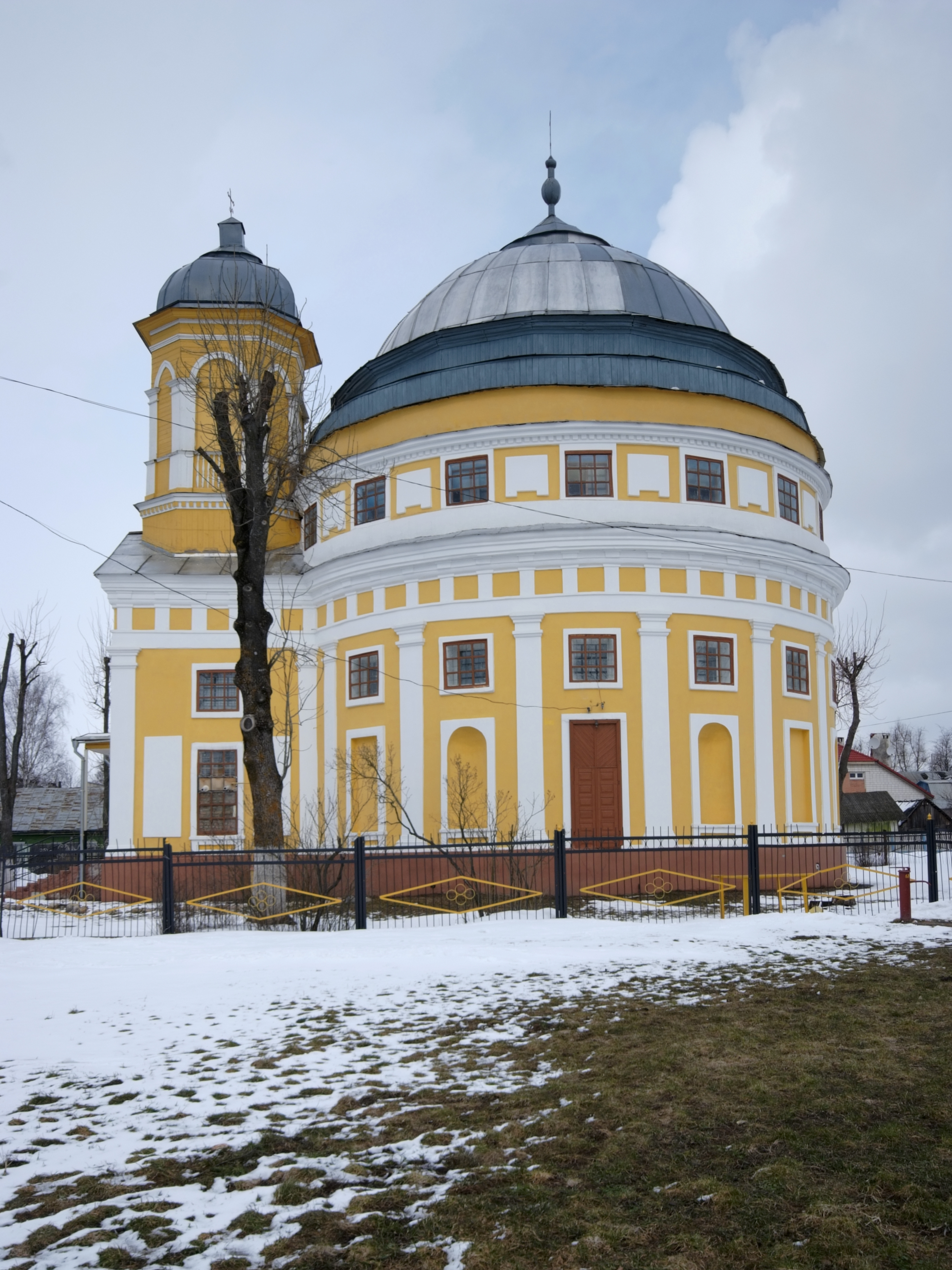
Спасо-Преображенская церковь, г. Чечерск. Построена в 1783 г.

Около 1335 года Гомель входит в состав Великого княжества Литовского. В конце XV века впервые упоминается один из наиболее ранних храмов Гомеля — соборная Николаевская (Никольская) церковь.
С первой половины XVI века известна деревянная Пречистенская церковь, которая находилась недалеко от нынешнего Петропавловского собора. В первой половине XVI века упоминается гомельская Троицкая церковь.
В 1771 году началось строительство духовной школы в Гомеле, которая начала свою деятельность в 1781 году. В 1772 году, в результате І-го раздела Речи Посполитой, Гомель входит в состав Российской империи. Через некоторое время он был включён в Минскую епархию.

### XIX век

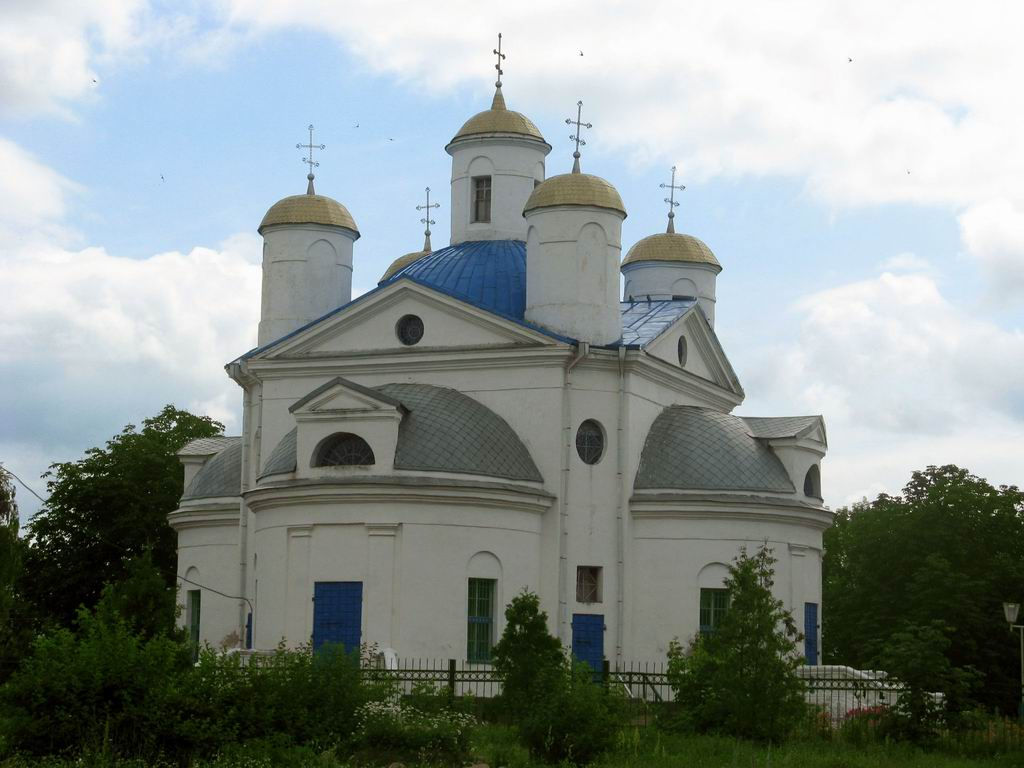
Храм Покрова Пресвятой Богородицы, г. п. Стрешин. 1807 г. Жлобинское благочиние

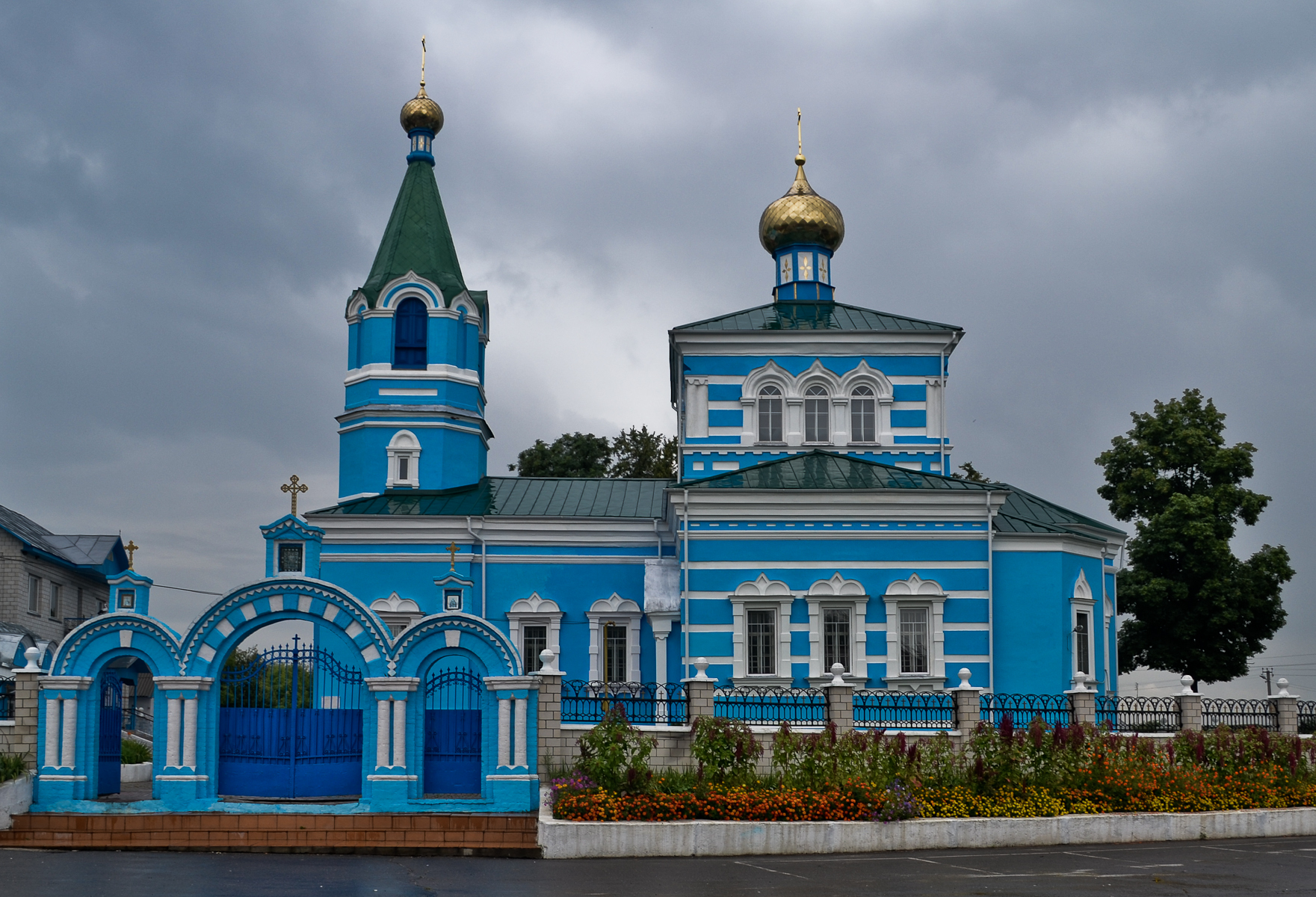
Свято-Покровская церковь, д. Корма. 1832 г. Иоанно-Кормянский женский монастырь (Добрушский район)

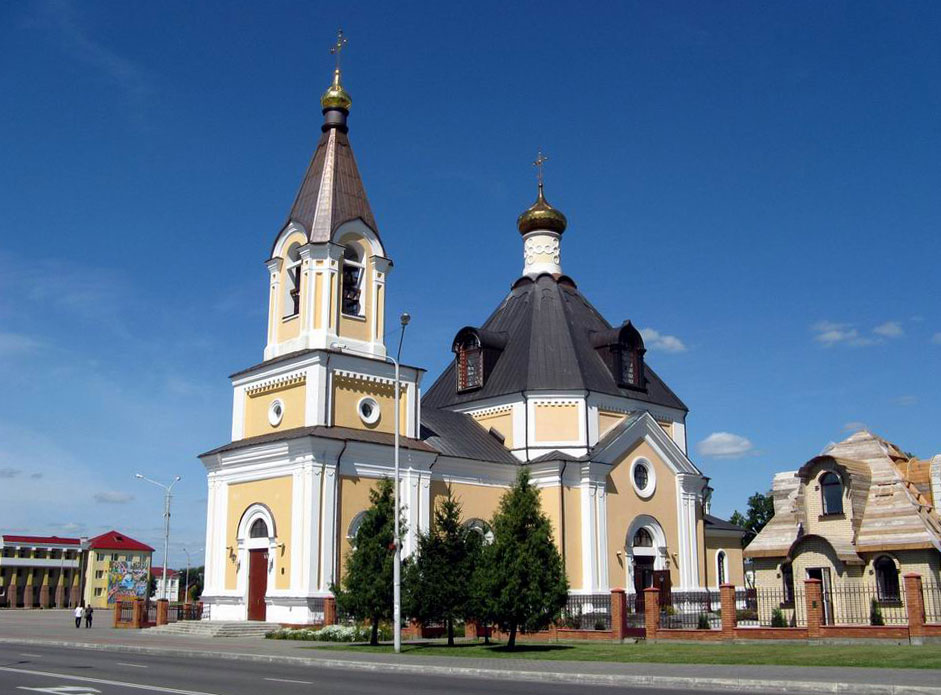
Свято-Успенский собор, г. Речица. 1872

В 1852 году Гомель становится центром уезда Могилёвской губернии. В этом же году в нём появляется два каменных храма: Свято-Петро-Павловский и Свято-Троицкий.
В 1854 году в Гомеле и Ново-Белице было 5 церквей и монастырь, духовное училище в Гомеле и церковно-приходское в Ново-Белице. В Речицком уезде было четыре округа и 60 приходов, в самой Речице было два приходских храма — Свято-Успенский собор с приписной церковью на кладбище и Свято-Никольский храм.

### XX веки наше время
В начале XX века в Гомеле было построено несколько новых церквей: Успенская железнодорожная церковь и Преображенская каменная церковь в 1901 году, Полесская Свято-Николаевская церковь в 1904 году (освящена в 1907) и Георгиевская армейская церковь в 1904 году.

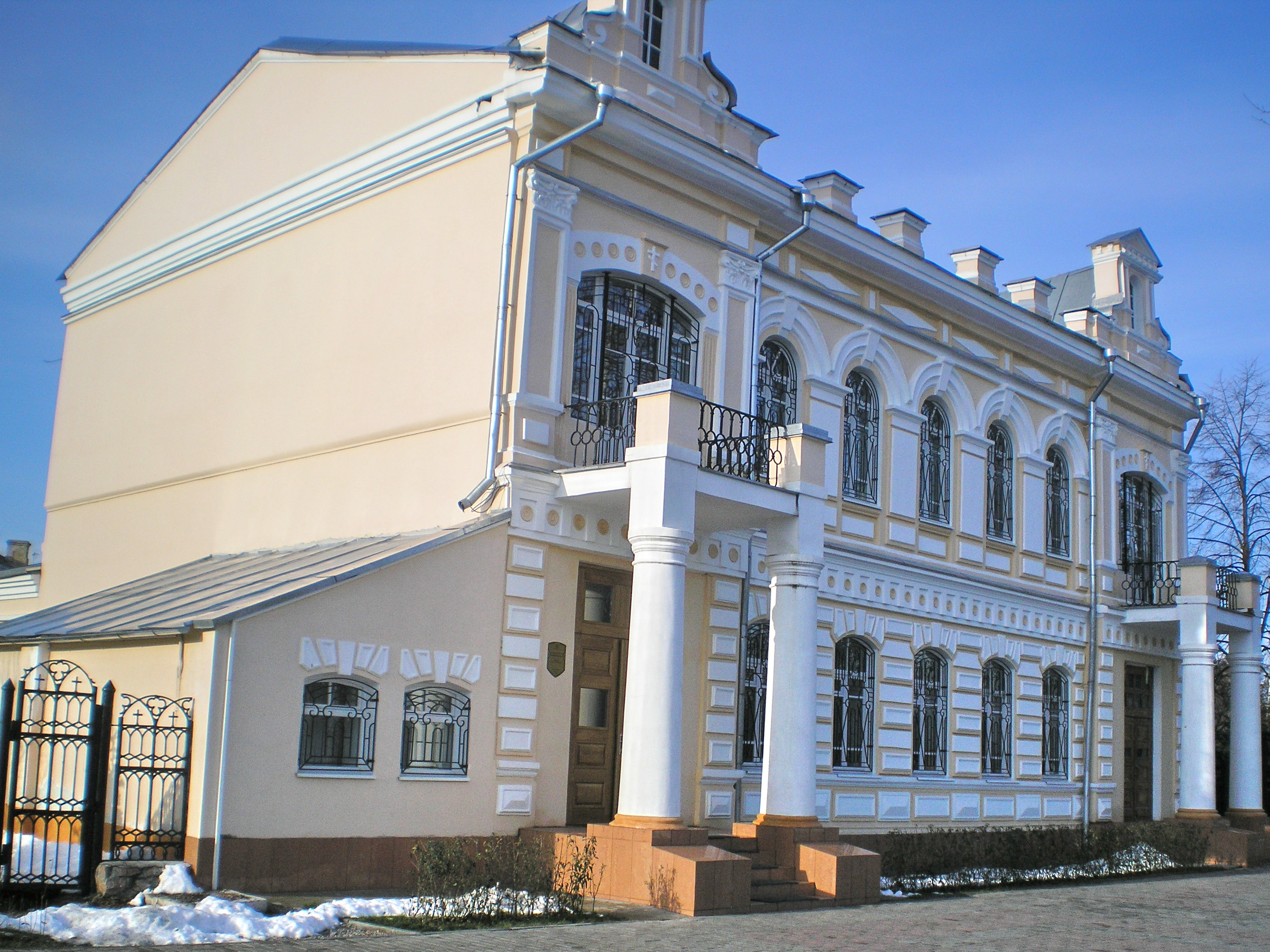
Здание епархиального управления, г. Гомель

7 февраля (25 января ст. ст.) 1907 года было основано Гомельское викариатство Могилёвской епархии.
В 1924 году Гомельское викариатство преобразовано в Гомельскую епархию. Временно управляющим епархии был назначен епископ Никон (Дегтяренко).
22 марта 1925 года на Гомельскую кафедру был назначен епископ Тихон (Шарапов), который был арестован через несколько месяцев по прибытии в Гомель. После ареста в 1925 году номинально оставался епископом Гомельским до 1934 года. В 1926 году временное управление Гомельской кафедрой было возложено на епископа Варлаама (Пикалова), а в 1933 году на епископа Стефана (Адриашенко).
17 декабря 1934 года на Гомельскую кафедру был назначен епископ Серафим (Кокотов), но, получив отказ в регистрации, в управление епархией вступить не смог.
В 1935 году большевики закрывают Гомельский Петро-Павловский собор.
Во время Великой Отечественной войны существовала Гомельская и Мозырская епархия Белорусской автономной православной церкви.
20 июля 1990 года определением Священного Синода РПЦ Гомельская епархия была возрождена в границах Гомельской области. Указом от 20 июля 1990 года правящим архиереем назначен епископ Аристарх (Станкевич) с титулом «епископ Гомельский и Мозырский».
В июне 1991 года епархию посетил Его Святейшество Патриарх Московский и всея Руси Алексий II, где совершил божественную литургию в Свято-Петропавловском кафедральном соборе Гомеля.
С 11 июня 1992 года стала «Гомельской и Жлобинской епархией» после выделения Туровской и Мозырьской епархии. Гомельская епархия была разделена, и к возрождённой Туровской епархии отошли Брагинский, Ельский, Житковичский, Калинковичский, Лельчицкий, Мозырский, Наровлянский, Октябрьский, Петриковский, Хойницкий районы Гомельской области. На сегодняшний день Гомельская епархия объединяет приходы и монастыри на территории Буда-Кошелевского, Ветковского, Гомельского, Добрушского, Жлобинского, Кормянского, Лоевского, Речицкого, Рогачёвского, Светлогорского, Чечерского районов.
31 мая 1998 года в Гомельской епархии состоялась канонизация святого праведного Иоанна Кормянского в лике местночтимых святых Белорусской Православной Церкви.
В июне 2001 года Святейший Патриарх Алексий II вторично посетил Гомельскую епархию. 27 июня 2001 года Святейший Патриарх посетил Свято-Покровский храм в д. Корма Добрушского района.
На 2006 год в городе Гомеле действовало 19 православных общин.
11 августа 2007 года в Свято-Петро-Павловском кафедральном соборе города Гомеля состоялось прославление в лике местночтимых святых преподобной Манефы Гомельской.
В 2007 году в Гомельской епархии учреждено Речицкое викариатство. Решением Священного Синода от 27 декабря 2007 года епископом Речицким, викарием Гомельской епархии назначен ректор Минской духовной семинарии архимандрит Леонид (Филь).
23 апреля 2012 года от сердечного приступа на 71-м году жизни скончался архиепископ Аристарх (Станкевич).
7 июня 2012 года решением Священного Синода РПЦ преосвященным Гомельским и Жлобинским назначен епископ Туровский и Мозырский Стефан. 7 июля 2012 года епископ Гомельский и Жлобинский Стефан совершил первую Божественную литургию, как правящий епископ Гомельской епархии. В январе 2014 года ряд крупных СМИ распространил информацию о выдвинутых протодиаконом Андреем Кураевым в адрес епископа Стефана (Нещерета) обвинениях в совращении воспитанников духовных учебных заведений и священников младше себя по чину.

## Епископы
Гомельское викариатство Могилёвской епархии
- Митрофан (Краснопольский) (11 февраля 1907 — 3 ноября 1912)
- Варлаам (Ряшенцев) (13 января 1913 — 3 сентября 1923)

Гомельская епархия
- Никон (Дегтяренко) (6 декабря 1924 — март 1925) в/у, еп. Могилёвский
- Тихон (Шарапов) (22 марта 1925 — 17 марта 1934)
- Варлаам (Пикалов) (1926) в/у, еп. Каширский
- Стефан (Адриашенко) (1933) в/у
- Серафим (Кокотов) (17 декабря 1934 — 27 мая 1935, не смог вступить в управление епархией)
- Павлин (Крошечкин) (1935 — 24 октября 1936) в/у
- Григорий (Боришкевич) (24 октября 1943 — апрель 1946) с 1944 в эмиграции
- Аристарх (Станкевич) (29 июля 1990 — 23 апреля 2012)
- Леонид (Филь) (23 апреля — 7 июня 2012) в/у, еп. Речицкий
- Стефан (Нещерет) (с 7 июня 2012)

## Галерея

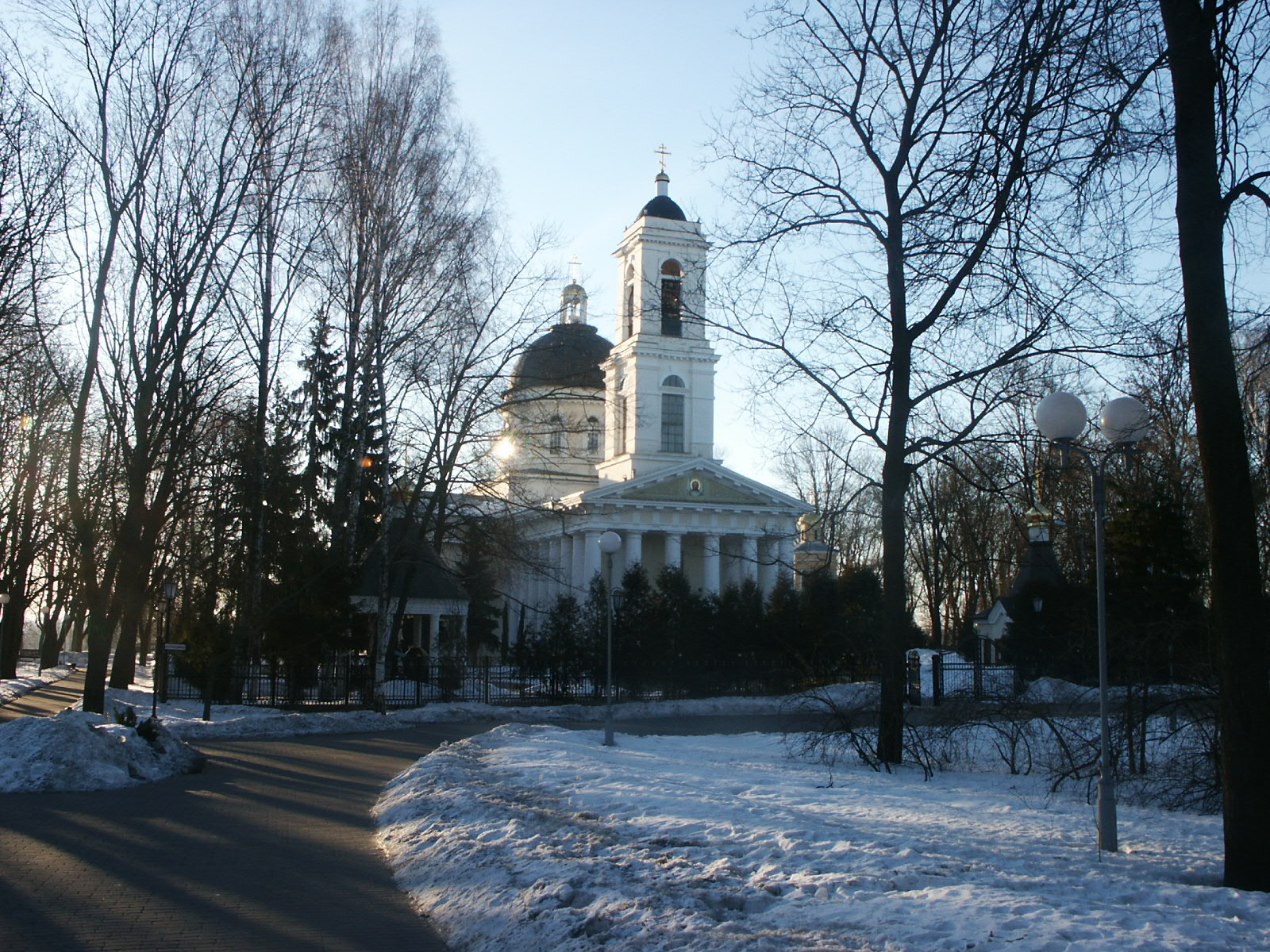
Собор святых Петра и Павла, г. Гомель. Построен в 1824 г.
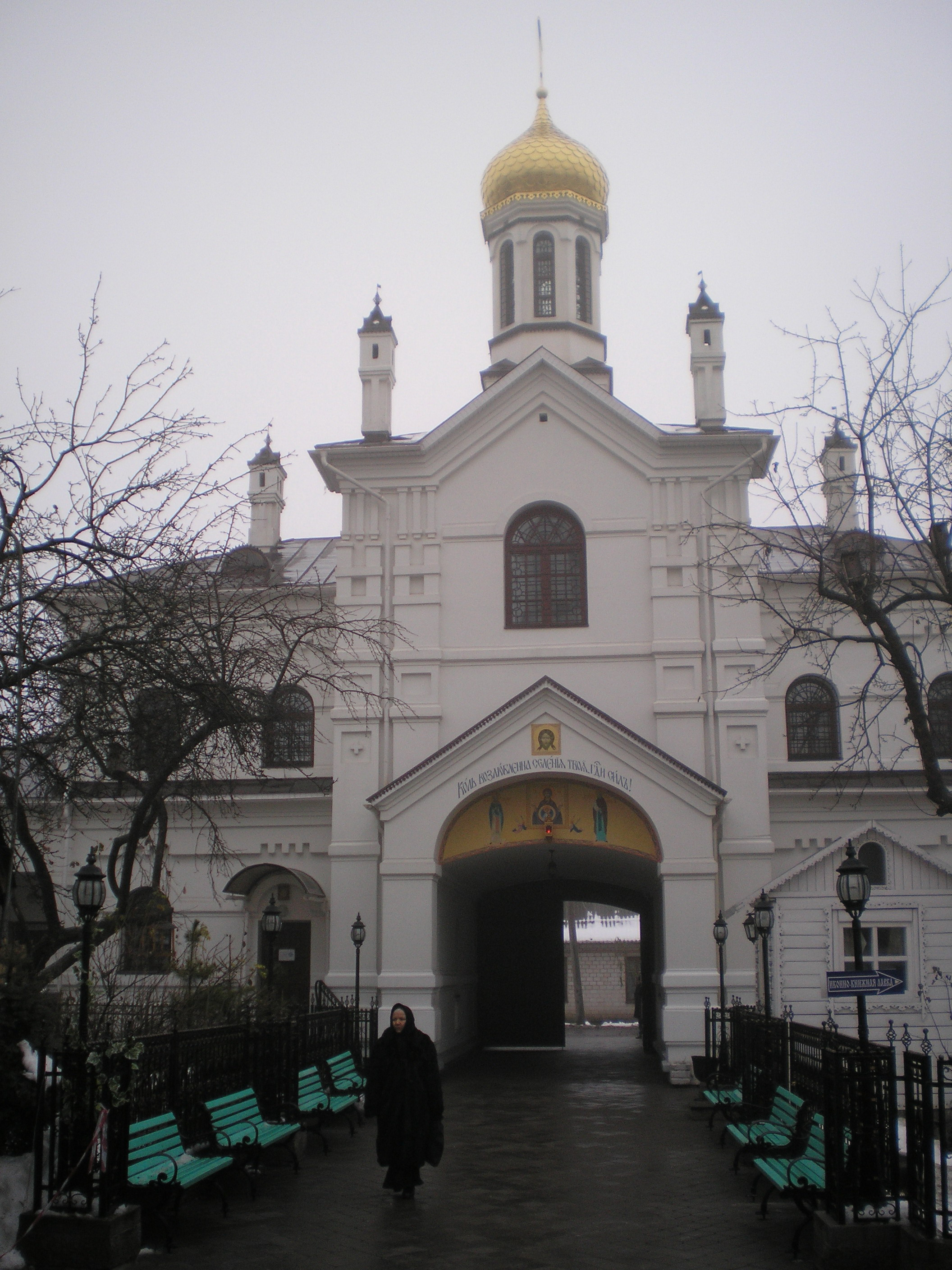
Свято-Никольский монастырь, г. Гомель
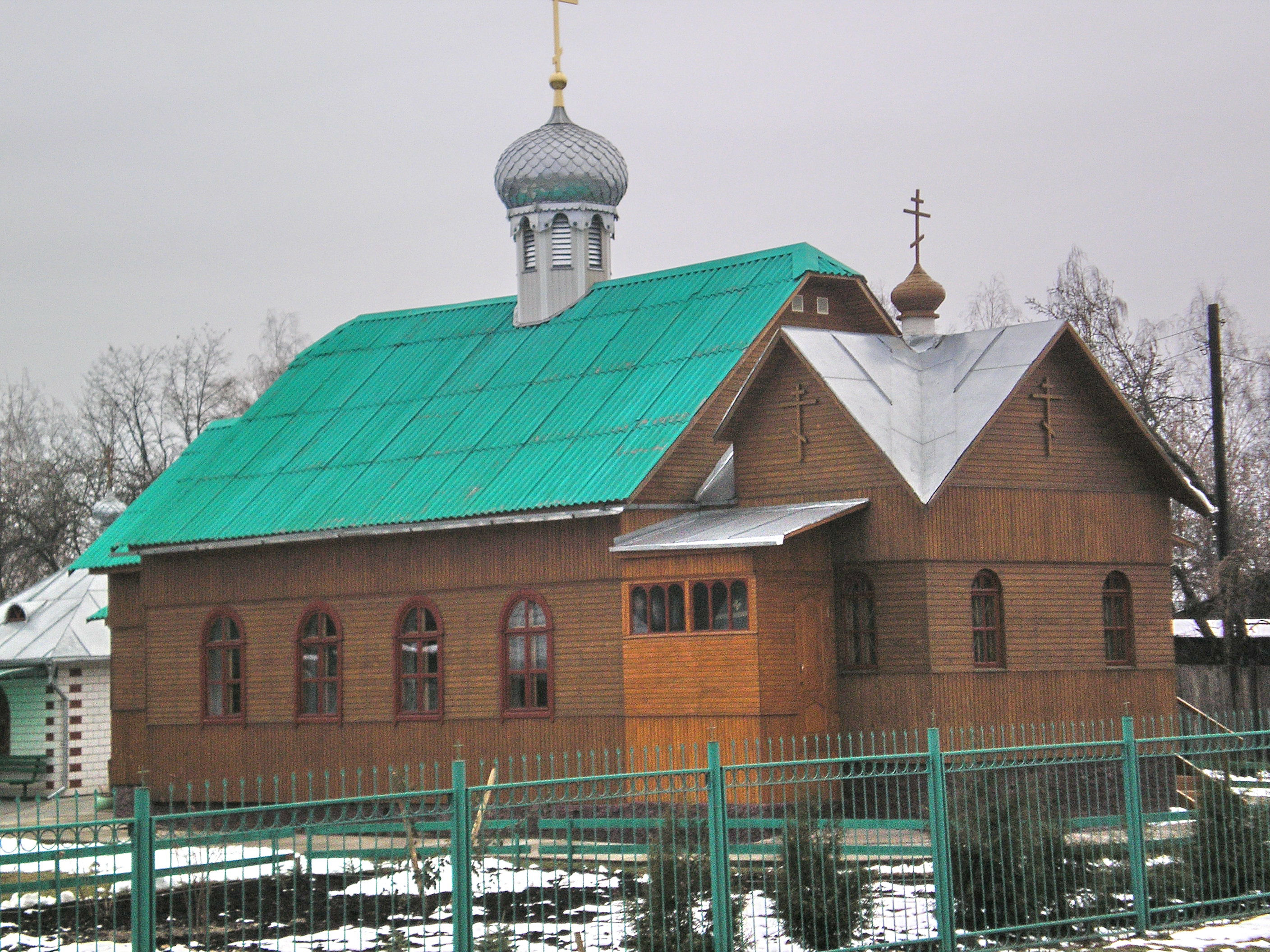
Храм Святой Живоначальной Троицы, г. Гомель
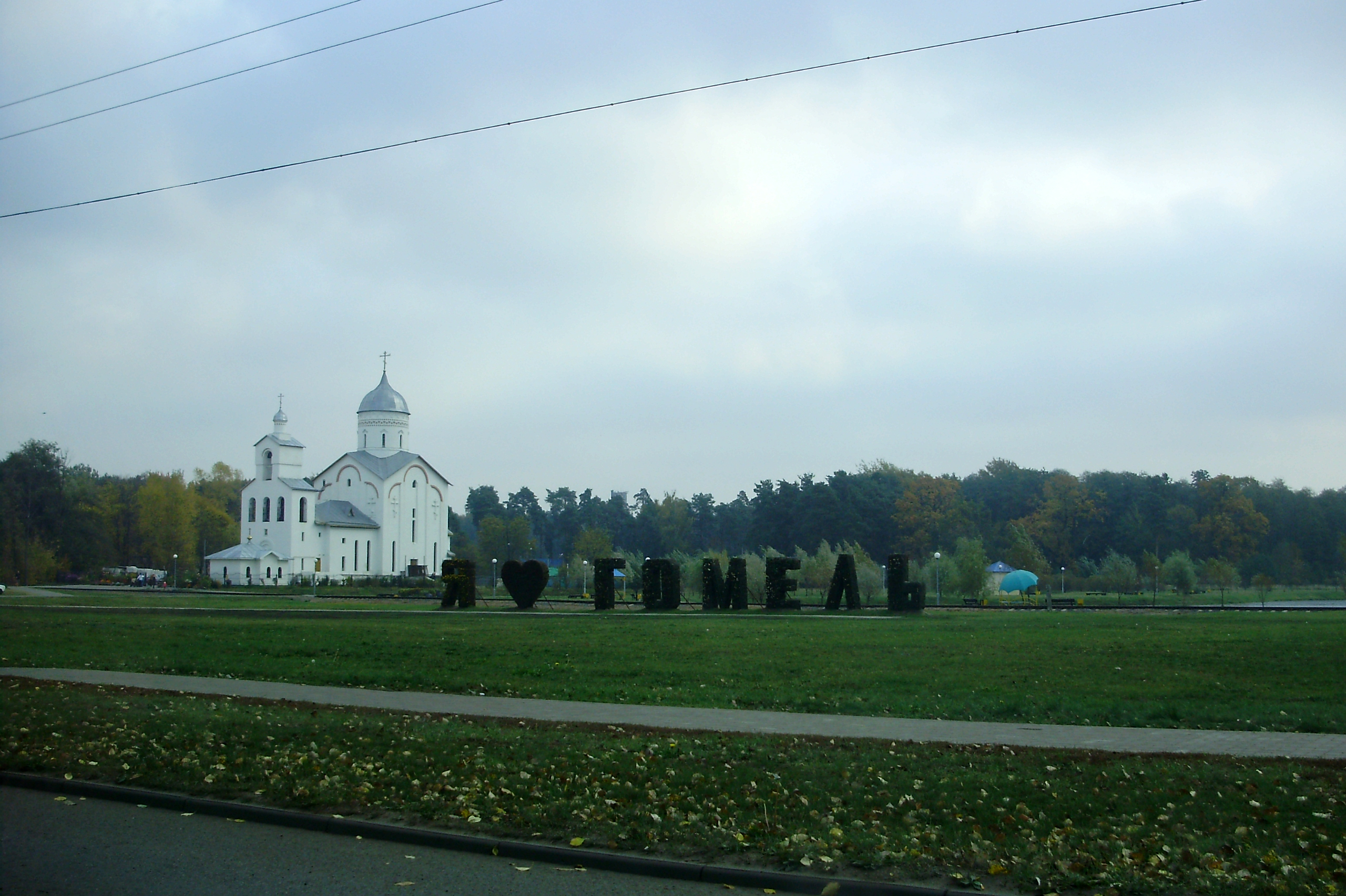
Храм святого благоверного князя Александра Невского, г. Гомель
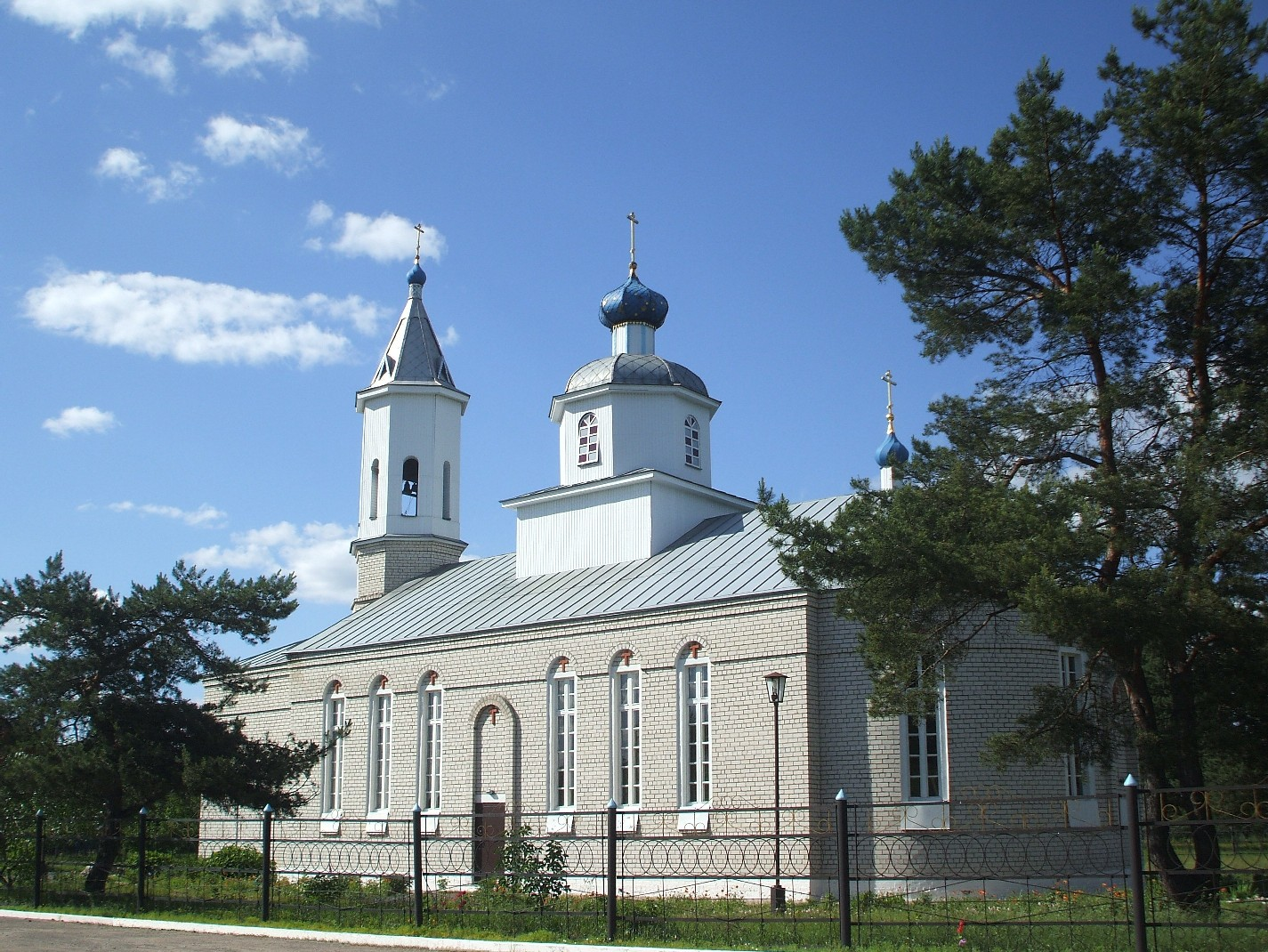
Свято-Петро-Павловский храм, г. Светлогорск
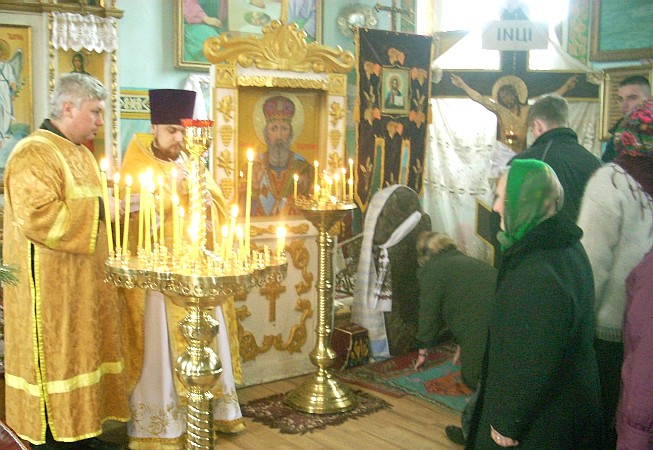
В храме Св. Марии Магдолины, г. п. Паричи. Светлогорское благочиние
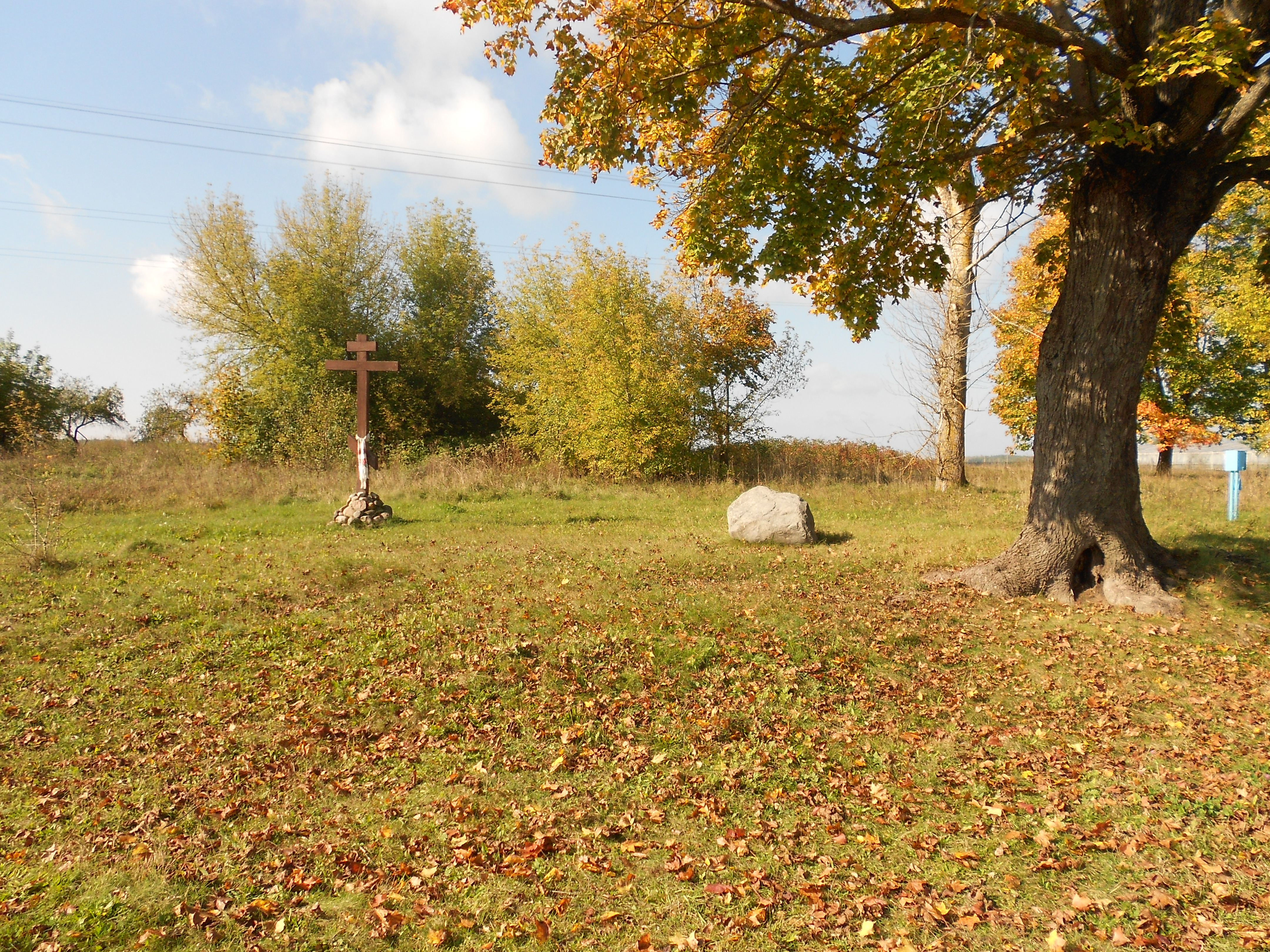
Д. Чернин, церковище. Светлогорское благочиние
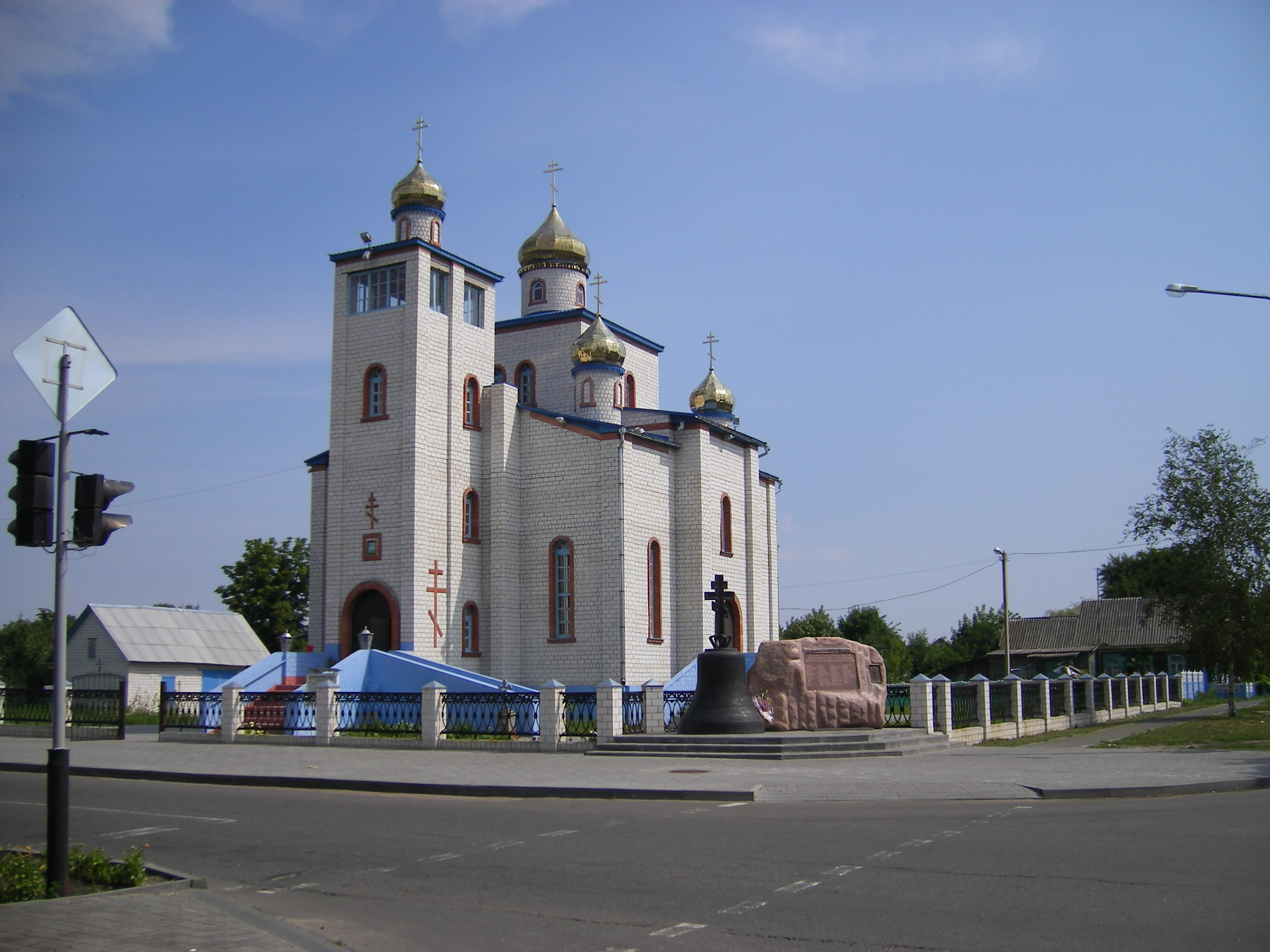
Храм Преображения Господня, г. Ветка. Чечерское благочиние
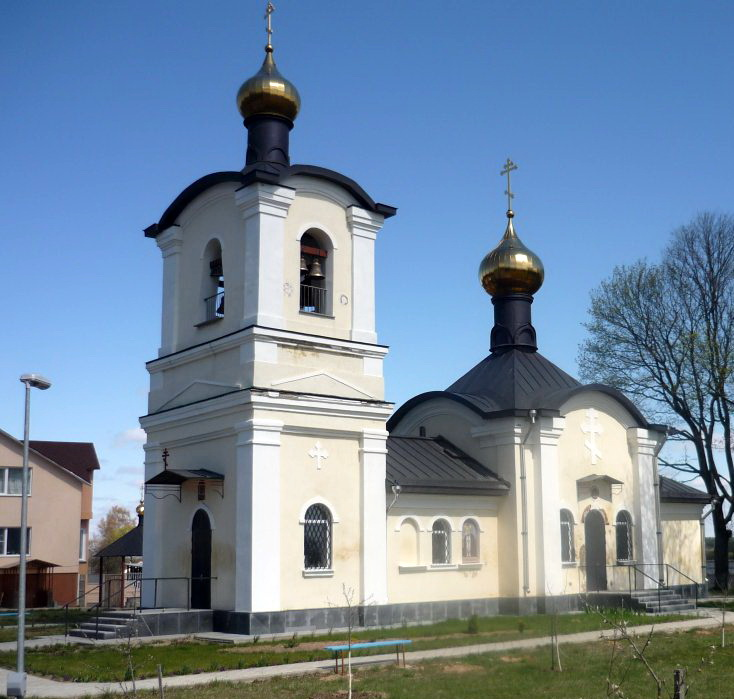
Храм во имя Николая Чудотворца, д. Железники. Ветковский район. Чечерское благочиние